# یلواستون (فیلم)
یلواستون (انگلیسی: Yellowstone) فیلمی در ژانر مرموز به کارگردانی آرتور لوبین است که در سال ۱۹۳۶ منتشر شد.